# Станкевич, Гемел Михайлович
Гемел Миха́йлович Станке́вич (белор. Гемел Міхайлавіч Станкевіч; 1925—1962) — участник Великой Отечественной войны, командир взвода 111-й танковой бригады (25-й танковый корпус, 1-й Украинский фронт), младший лейтенант. Герой Советского Союза.

## Биография
Родился 8 марта 1925 года в деревне Вьюновская Селиба, ныне Селиба Быховского района Могилёвской области Республики Беларусь, в семье крестьянина. Белорус.
Окончил 8 классов. Жил в городе Ленинграде, работал на заводе «Электрик». В первые недели войны был эвакуирован на восток в город Ташкент.
В 1943 году был призван в Красную Армию и направлен в Харьковское танковое училище, эвакуированное в город Чирчик, под Ташкентом. В 1944 году успешно окончил учёбу и в звании младшего лейтенанта направлен на фронт. Командовал танковым взводом 111-й танковой бригады в составе 25-го танкового корпуса. Участвовал в боях за освобождение Польши, отличился в боях за немецкий город Губен (ныне Губин, Польша).
Со своей бригадой Гемел Станкевич прошел с боями до Берлина, участвовал в его штурме, в танковом марше Берлин—Прага. После войны продолжал службу в армии. Член ВКП(б)/КПСС с 1948 года.
В 1951 году уволился в запас в звании старшего лейтенанта. Жил в Ташкенте.

В 1955 году окончил Ташкентский юридический институт. Работал следователем.
Умер 5 января 1962 года.

### Подвиг
24 февраля 1945 года танковый взвод прорвал укреплённый участок обороны противника и первым ворвался в город Губен. При отражении одной из контратак врага танк Г. М. Станкевича был подожжён фаустпатроном. Не выходя из боя, экипаж устранил неисправность и остался в строю. За 4 дня боёв танкисты уничтожили 3 самоходных орудия, 2 танка, 4 тяжёлые пушки, 3 миномёта и около 180 гитлеровцев.

## Награды
- Указом Президиума Верховного Совета СССР от 27 июня 1945 года за образцовое выполнение боевых заданий командования на фронте борьбы с немецко-фашистскими захватчиками и проявленные при этом мужество и героизм младшему лейтенанту Станкевичу Гемелу Михайловичу присвоено звание Героя Советского Союза с вручением ордена Ленина и медали «Золотая Звезда» (№ 7865).
- Награждён орденами Отечественной войны 1-й степени, Красной Звезды, медалями.

## Память
- Улицы в городах Ташкент и Быхов носят имя Героя.